# IC 2492
IC 2492 ist eine Spiralgalaxie vom Hubble-Typ Sa im Sternbild Luftpumpe am Südsternhimmel, die schätzungsweise 103 Millionen Lichtjahre von der Milchstraße entfernt ist.
Das Objekt wurde im Jahre 1900 vom US-amerikanischen Astronomen DeLisle Stewart entdeckt.